# 金一鳳 (清朝知府)
金一鳳（？—？），順天府大興縣人，清朝政治人物、監生出身。
康熙年間，監生出身。康熙十九年，擔任山西介休縣知縣，后官至山東青州府知府。